# Nexus 6
Nexus 6 (tên mã Shamu) là một phablet đồng phát triển bởi Google và Motorola chạy hệ điều hành Android. Nó kế thừa cho Nexus 5, thiết bị là điện thoại thông minh thứ sáu của dòng Google Nexus, một thiết bị tiêu dùng của gia đình Android bán ra bởi Google và xây dựng bởi một số đối tác sản xuất khác.
Phần cứng của Nexus 6 tương tự như Moto X thế hệ 2.

## Phát hành
Nexus 6 được công bố vào 15 tháng 10 năm 2014 và cho phép đặt hàng trước vào 29 tháng 10 năm 2014 với đợt giao hàng vào tháng 11. Giá không bao gồm hợp đồng là $649 cho bản 32 GB và US$699 cho bản 64GB tại Mỹ. Nexus 6 có sẵn trên Google Play Store, Best Buy, T-Mobile, AT&T, Sprint, Verizon Wireless, và U.S. Cellular.

## Thông số kỹ thuật

### Phần cứng
Nó có vi xử lý lõi tứ 2.7 GHz Snapdragon 805 với 3 GB RAM, bộ nhớ trong 32 hoặc 64 GB. Dung lượng pin 3220 mAh và công nghệ sạc nhanh Qualcomm 2.0 hứa hẹn 6 giờ hoạt động với 15 phút sạc. Nexus 6 sử dụng màn hình 5.96-inch (quảng cáo là 6-inch) với độ phân giải 2.560x1.440 (493 PPI) QHD AMOLED, và bao gồm máy ảnh chính 13-megapixel với chế độ ổn định hình ảnh (OIS), và máy ảnh trước 2-megapixel.
Giống như người tiền nhiệm trước, Nexus 6 không có khe cắm thẻ microSD, một pin rời hoặc FM radio.

### Phần mềm
Nexus 6 chạy Android 5.0 "Lollipop"
Nexus 6 sẽ là thiết bị Nexus đầu tiên hỗ trợ gọi qua Wi-Fi của T-Mobile. Chức năng gọi Wi-Fi sẽ có thông qua một bản cập nhật vào đầu 2015.

## Liên kết
- Tư liệu liên quan tới Nexus 6 tại Wikimedia Commons
- Motorola Lưu trữ ngày 12 tháng 1 năm 2016 tại Wayback Machine
- Website chính thức